# Aphis hasanica
Aphis hasanica är en insektsart som beskrevs av Pashtshenko 1994. Aphis hasanica ingår i släktet Aphis och familjen långrörsbladlöss. Inga underarter finns listade i Catalogue of Life.